# أقاليم مالاوي
تنقسم مالاوي إلى ثلاثة أقاليم والتي تتكون من 28 ضاحية.

أقاليم مالاوي

الأقاليم هي :
- الأقليم الشمالي

تعداد السكان : 1,708,930 ( حسب تعداد 2008 )
المساحة : 26,931 كم2 (10,398ميل مربع )
العاصمة : مزوزو - Mzuzu
- الأقليم الأوسط

تعداد السكان : 5,510,195 ( حسب تعداد 2008 )
المساحة : 35,592 كم2 (13,742ميل مربع )
العاصمة : ليلونغوي -  Lilongwe
- الأقليم الجنوبي

تعداد السكان : 5,876,784 ( حسب تعداد  2008 )
المساحة : 31,753 كم2 (12,260ميل  مربع )
العاصمة : بلانتاير - Blantyre.